# Donegal (Schiff, 1904)
Die Donegal war ein 1904 in Dienst gestelltes Passagierschiff der britischen Eisenbahngesellschaft Midland Railway (MidR), das als Passagier- und Postfähre in der Irischen See eingesetzt wurde. Im Ersten Weltkrieg diente es ab 1915 als HMHS Donegal (Her Majesty’s Hospital Ship No. 14) als Hospitalschiff, bis es am 17. April 1917 im Ärmelkanal von einem deutschen U-Boot versenkt wurde. Beim Untergang kamen 41 Menschen ums Leben.

## Fähre
Das 1.885 Bruttoregistertonnen (BRT) große Dampfschiff Donegal wurde auf der Werft Caird & Company im schottischen Greenock gebaut und lief am 30. April 1904 vom Stapel. Das 100,9 Meter lange und 12,8  Meter breite, aus Stahl gebaute Schiff wurde von zwei dreizylindrigen Dreifachexpansions-Dampfmaschinen angetrieben, die auf zwei Propeller wirkten und eine Geschwindigkeit von 13 Knoten ermöglichten.
Die Donegal wurde für die 1844 gegründete Midland Railway (MidR) gebaut, die um die Jahrhundertwende ihren Service expandierte und neben ihrem Schienennetz auch Dampfschiffe in Dienst stellte. 1903 kaufte sie die nordirische Belfast and Northern Counties Railway auf und errichtete in der Hafenstadt Heysham an der Küste von Lancashire einen Passagierterminal, um fortan zwischen Heysham und Belfast einen regelmäßigen Liniendienst betreiben zu können. Zu diesem Zweck kaufte die MidR zwei ältere Dampfer auf und gab zudem bei verschiedenen Werften drei neue Schwesterschiffe in Auftrag.
Diese waren die Donegal bei Caird & Company, die im März 1904 bei John Brown & Company in Clydebank vom Stapel gelassene Antrim (2.100 BRT), sowie die im April 1904 bei William Denny and Brothers in Dumbarton vom Stapel gelaufene Londonderry (2.083 BRT). Sie wurden speziell für den Personen- und Postverkehr auf dieser Route gebaut und blieben bis zum Ausbruch des Ersten Weltkriegs in dieser Rolle. Die Antrim und die Londonderry überstanden den Krieg und wurden nach Auflösung der Midland Railway 1923 verkauft.

## Hospitalschiff
Wie viele andere Passagierschiffe, Fähren und sonstige Handelsschiffe wurde die Donegal zu Beginn des Krieges von der britischen Regierung übernommen und in ein Ambulanzschiff umgebaut, das verwundete Soldaten aus Frankreich über den Ärmelkanal zurück nach Großbritannien bringen sollte. Gemäß der Haager Friedenskonferenz von 1907 wurden Ambulanzschiffe als Hospitalschiffe eingestuft. Sie waren entsprechend markiert und nachts beleuchtet, um sie zweifelsfrei identifizieren zu können.
Trotzdem wurden während des Ersten Weltkriegs zahlreiche Hospitalschiffe von deutschen U-Booten torpediert und versenkt. Vor allem im Frühjahr 1917 nahmen Schiffsversenkungen (mit oder ohne Vorwarnung) drastisch zu, nachdem das Deutsche Reich mit Wirkung vom 1. Februar 1917 den „uneingeschränkten U-Boot-Krieg“ (siehe auch Seekrieg) erklärt hatte. So wurden im Februar 1917 301 Schiffe mit insgesamt 506.057 Tonnen versenkt oder beschädigt, im März 1917 379 Schiffe mit 582.066 Tonnen und im April 1917 474 Schiffe mit 886.891 Tonnen. Es handelte sich um die für deutsche U-Boote im Ersten Weltkrieg erfolgreichste Phase.
Am Dienstag, dem  17. April 1917 befand sich die Donegal mit 610 Verwundeten und 70 Besatzungsmitgliedern an Bord auf einer Überfahrt von Le Havre nach Southampton. 19 Seemeilen (35 km) südlich des Feuerschiffs von Dean wurde das Schiff von dem deutschen U-Boot UC 21 (Oberleutnant zur See Reinhold Saltzwedel) gesichtet und torpediert. 29 verwundete Soldaten und 12 Besatzungsmitglieder kamen beim Untergang ums Leben.
Unter der Besatzung der Donegal auf dieser Fahrt befanden sich zwei ehemalige Crewangehörige der Titanic, Archibald Jewell und John Priest. Beide Männer hatten zudem im November 1916 die Versenkung der Britannic, des Schwesterschiffs der Titanic, in der Ägäis überlebt und Priest war an Bord der Olympic gewesen, als diese im September 1911 mit dem Kriegsschiff Hawke kollidiert war. Priest überlebte auch den Untergang der Donegal, während Jewell ertrank.
Am selben Tag wurde ebenfalls im Ärmelkanal ein weiteres Hospitalschiff, die Lanfranc (1907, 6.287 BRT), von UB 40 versenkt, wobei 40 Menschen umkamen. Die Versenkung ohne Vorwarnung der beiden deutlich als Hospitalschiff gekennzeichneten Dampfer sorgte für einen großen Aufschrei in der alliierten Presse.
Das Wrack der Donegal ist heute noch relativ intakt und liegt in einer Tiefe von 45 bis 50 Metern auf seiner Backbordseite.